# Једарце
Једарце (лат. nucleolus, мн. nucleoli) се може сматрати нуклеарном органелом, односно суборганелом једра. Главна функција једарцета је стварање и организовање компоненти рибозома (рРНК и рибозомалних протеина). Једарце је често сферног облика, окружено масом хетерохроматина. Није одвојено мембраном од нуклеоплазме.
Једарце се налази у нуклеоплазми (унутрашњи садржај једра) од које није одвојено мембраном. Видљиво је у интерфазном једру, док привидно нестаје за време деобе, а постаје поново уочљиво на крају митозе (телофаза). Образује се у пределу секундарног сужења хромозома, па се тај део назива организатор једарцета. Нуклеолус почиње да се уочава у телофази активношћу строго одређених хромозома (означени су као нуклеолусни хромозоми) и то не читавих хромозома већ само њихових секундарних сужења.
Хемијски састав нуклеолуса је следећи: 
- ДНК,
- РНК и
- протеини (хистони и ензими - нехистони).

Раније се сматрало да у једарцету нема ДНК све док биохемијским радовима није доказано њено присуство и то 7-17% у односу на укупну масу нуклеолуса. Протеина има 70-80% од тоталне суве тежине, при чему хистони чине 32% од нуклеолусних протеина. Од ензима у овој органели доказано је присуство АТП-азе, РНК-полимеразе и др.
Шведски научник Касперсон је око 1940. године је запазио да једарце учествује синтези протеина, што је касније детаљније објашњено тиме да се у њему врши синтеза рибозомских РНК које улазе у изградњу рибозома (органеле у којима се синтетишу протеини). Пошто се у једарцету синтетишу делови рибозома, оно је стога крупно у једру ћелија које врше интензивну синтезу протеина. Једро може да садржи једно или већи број једараца.